# Joachim Domaschk
Joachim Domaschk (20 de maio de 1914 - 21 de junho de 1986) foi um oficial alemão que serviu no Deutsches Heer durante a Segunda Guerra Mundial. Foi condecorado com a Cruz de Cavaleiro da Cruz de Ferro com Folhas de Carvalho.

## Condecorações
| Cruz de Ferro (1939) 2ª Classe                                   |                       |
| Cruz de Ferro (1939) 1ª Classe                                   |                       |
| Distintivo de Feridos (1939) em Preto                            |                       |
| Distintivo de Feridos (1939) em Prata                            |                       |
| Distintivo de Feridos (1939) em Ouro                             |                       |
| Medalha da Frente Oriental                                       |                       |
| Cruz Germânica em Ouro                                           | 29 de abril de 1942   |
| Cruz de Cavaleiro da Cruz de Ferro                               | 12 de outubro de 1943 |
| Cruz de Cavaleiro da Cruz de Ferro com Folhas de Carvalho nº 496 | 11 de junho de 1944   |